# 穆罕默德·富尔坎·厄兹贝克
穆罕默德·富尔坎·厄兹贝克（土耳其語：Muhammed Furkan Özbek，2001年1月24日—），土耳其男子举重运动员，2021年欧洲举重锦标赛男子67公斤级金牌得主、2022年欧洲举重锦标赛男子73公斤级金牌得主、2023年世界举重锦标赛男子73公斤级铜牌得主。